# Zavolje
Zavolje (korábban Sanica Zavolje, szerbül: Завоље) szerb falu Bosznia-Hercegovinában, a Bosznia-hercegovinai Föderáció Una-Szanai kantonjában, Ključ községben. 

## Fekvése
Bosznia-Hercegovina nyugati részén, Bihácstól légvonalban 61, közúton 95 km-re délkeletre, Ključtól légvonalban 16, közúton 23 km-re északnyugatra, a Grmeč-hegység területén, a Szanica forrásvidéke és bal oldali mellékvize, a Sanička-patak völgye közötti magaslaton fekszik. Átvezet rajta a Palanačko polje és a Sanicka dolina falvait összekötő út.

## Népessége
| Nemzetiségi csoport | Népesség 1991 | Népesség 2013 |
| ------------------- | ------------- | ------------- |
| Szerb               | 116           | 2             |
| Bosnyák             | 0             | 0             |
| Horvát              | 0             | 0             |
| Jugoszláv           | 1             | 0             |
| Egyéb               | 0             | 0             |
| Összesen            | 117           | 2             |

## Története
A település a Palanačko polje és a Sanicka dolina falvait összekötő út mentén, a 672 méter magas Međeđe Brdo-hágó közelében létesült. 1878-ig tartozott az Oszmán Birodalomhoz, majd az Osztrák-Magyar Monarchia része lett. A monarchia szétesésével 1918-ben előbb a Szerb-Horvát-Szlovén Királyság, majd 1929-től a Jugoszláv Királyság része. 1941-ben megszállták az usztasa és német csapatok, akik a Grmeč-hegységben partizánellenes hadműveletet folytattak. 1945-től a szocialista Jugoszlávia része volt. Az 1960-as évek közepéig az önálló Sanica községhez tartozott, majd Ključ községhez csatolták. A boszniai háború során 1995-ben lakossága elmenekült a bosznia-hercegovinai hadsereg csapatai elől és csak kevesen tértek vissza. 2007-ben 6 lakosa volt, de 2013-ra már csak 2 lakosa maradt.

## Nevezetességei
Zavoljétől délre, de már Sanica falu területén található a Szanica-folyó festői forrásvidéke. A Szanica a Grmeč-hegység lábánál található forrásövezetből ered. A forrászóna három forrásból áll, melyek közül a legbővizűbb a Gornjosanica-medencével érintkező barlangforrás. Az utóbbi időben barlangforrást nagymértékben elfojtja a Bosanski Petrovac települést ellátó vízvezeték, amely Grmečen keresztül hatalmas csővezetékeken összegyűjtve a környező patakok (Korčanica, Trebunj, Biljanska riječica, stb.) vizét szállítja a vizet.